# Мірмекофілія

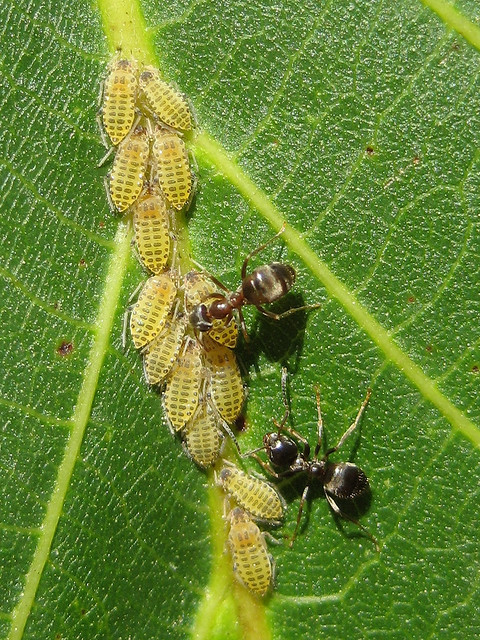
Мірмекофільні попелиці Panaphis juglandis і мурахи

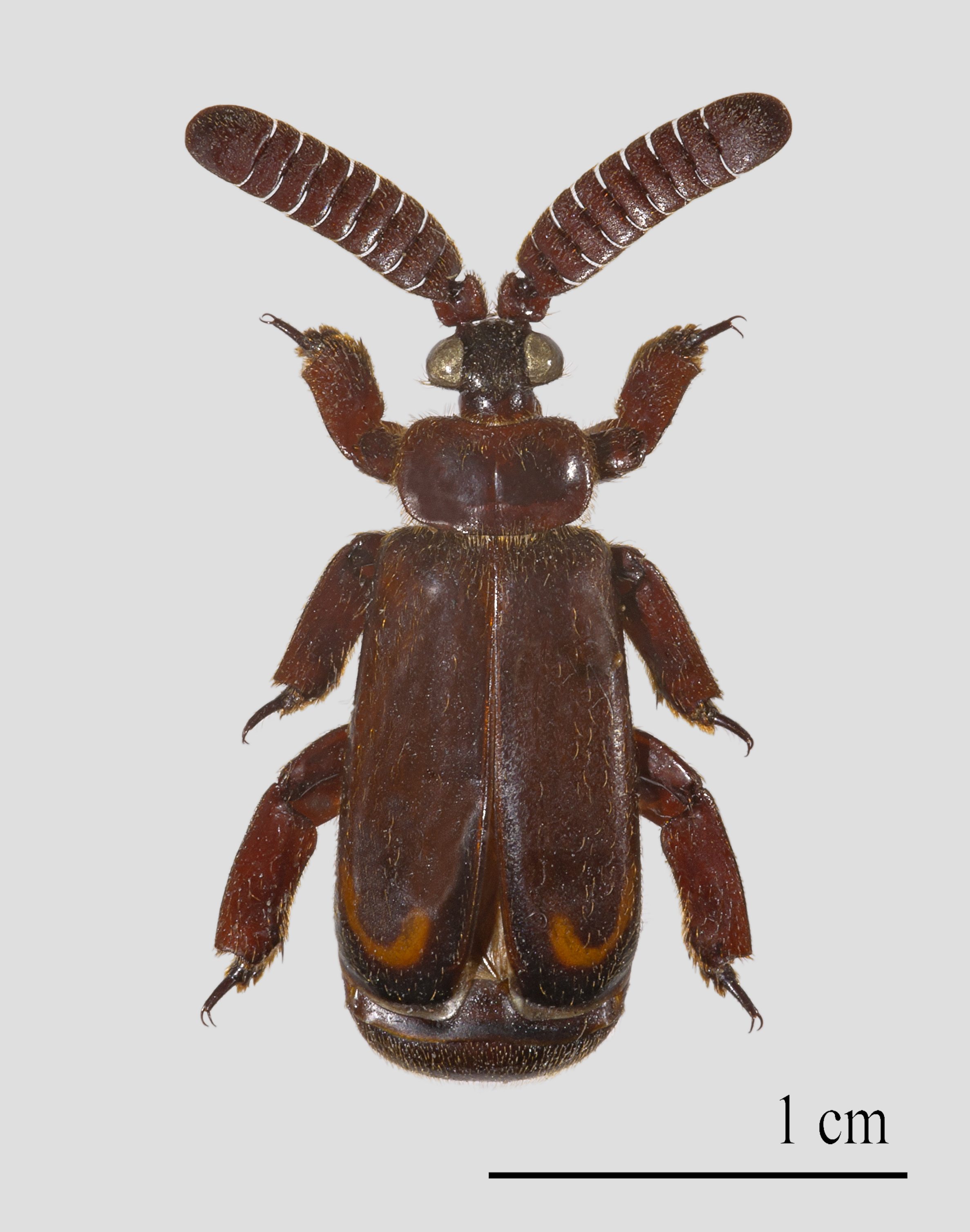
Мірмекофільний цукровий жук Cerapterus pilipennis

Мірмекофілія (від дав.-гр. μύρμηξ — «мураха» і φιλία — дружба, любов) — проживання разом з мурахами в одному гнізді або поруч з ними. Мірмекофіли — організми, що живуть в асоціації з мурахами і протягом певного часу (тимчасово або постійно) залежні від них.

## Опис
Одним з перших і найвизначніших дослідників мірмекофілів був австрійський ентомолог і чернець-єзуїт Еріх Васманн (1859—1931). 1894 року він зареєстрував перші 1177 «гостей» мурах. У мурашниках разом з мурахами живуть сотні видів організмів, які отримують ту чи іншу користь від господарів. Мірмекофільний спосіб життя ведуть представники не менше 95 родин членистоногих (без комах), зокрема кілька ракоподібних-ізопод, псевдоскорпіонів, павуків, кліщів, багатоніжок і близько 100 родин комах. Багато мірмекофілів серед попелиць, жуків родин Pselaphidae, Staphylinidae, Paussidae, Ptiliidae, Cholevidae. Мірмекофіли відомі в 35 родинах твердокрилих, але про 15 з них немає ніяких біологічних даних, крім того, що вони були зібрані в гніздах мурашок або поруч.
Серед мірмекофілів багато спеціалізованих форм, які ніде більше не зустрічаються, крім як у гніздах у мурашок. Прикладами є жук ломехуза (Lomechusa strumosa), Atemeles, мурашині цвіркуни Myrmecophilidae, попелиці, гусениці метеликів-синявців. Серед метеликів є як зовсім не шкідливі мірмекофіли, так і хижаки.

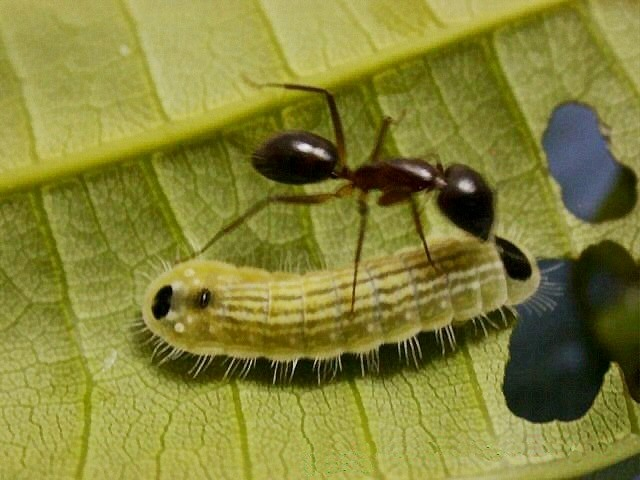
Мурашка і гусениця Lycaenidae

Виявлено десятки спеціалізованих родів і видів жуків (Staphylinidae: Dorylogaster, Dorylomimus, Doryloxenus, Ecitonides, Ecitopora), які біжать разом з колонами мурашок-кочівників.
Деякі види павуків (Myrmarachne plataleoides, Salticidae), що мешкають на деревах, мімікрують під мурашок-кравців роду Oecophylla.
Асоціація з мурахами відзначена у двокрилих комах (Diptera), наприклад, серед багатьох видів роду Phoridae, у деяких мух-дзюрчалок (Syrphidae) з підродини Microdontinae, а також у довговусих з родин комарі (Culicidae), мокреці (Ceratopogonidae), галиці (Cecidomyiidae) і ґрунтові комарики (Sciaridae), метелівкові (Psychodidae, Trichomyia myrmecophila).

## Трофобіоз
Найвідомішим прикладом мірмекофілії є взаємовигідні відносини мурах і попелиць (Aphidoidea), червців, щитівок та інших рівнокрилих сисних комах (Homoptera або Sternorrhyncha і Auchenorrhyncha). Падь, що виділяється попелицями та червецями, є дуже ласою поживою для мурах. Вони буквально доять їх, захищають і допомагають під час поширення молодих особин. Цукор нектару є високоенергетичною їжею, яку збирають багато видів мурах, насамперед з високорозвинених підродин Dolichoderinae, Formicinae, Myrmicinae. В деяких випадках попелиця виділяє падь у відповідь на дотики мурашки своїми антенами. Мурахи, в свою чергу, оберігають скупчення попелиці від хижаків і переміщують їх на найкращі рослини для годування. При переході на нове місце багато сімей беруть з собою попелиць, щоб забезпечити безперебійне джерело цукрів. Мурашки також збирають солодкі виділення борошнистих червців.

## Галерея

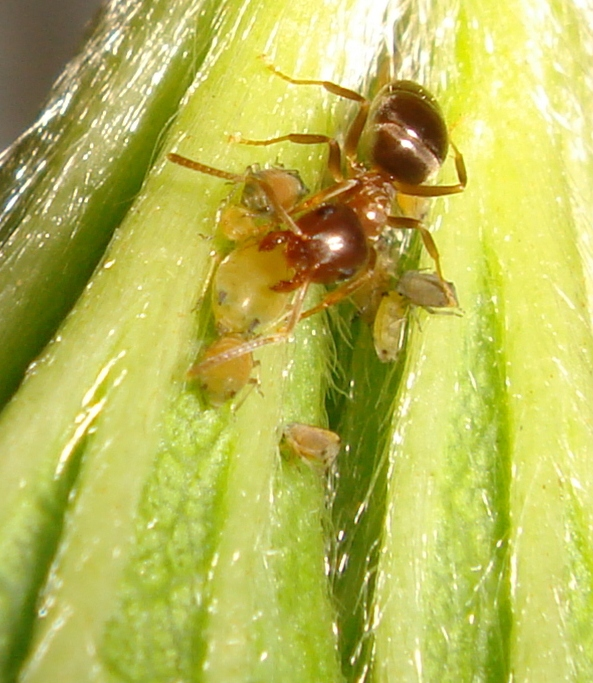
Мурашки і попелиці
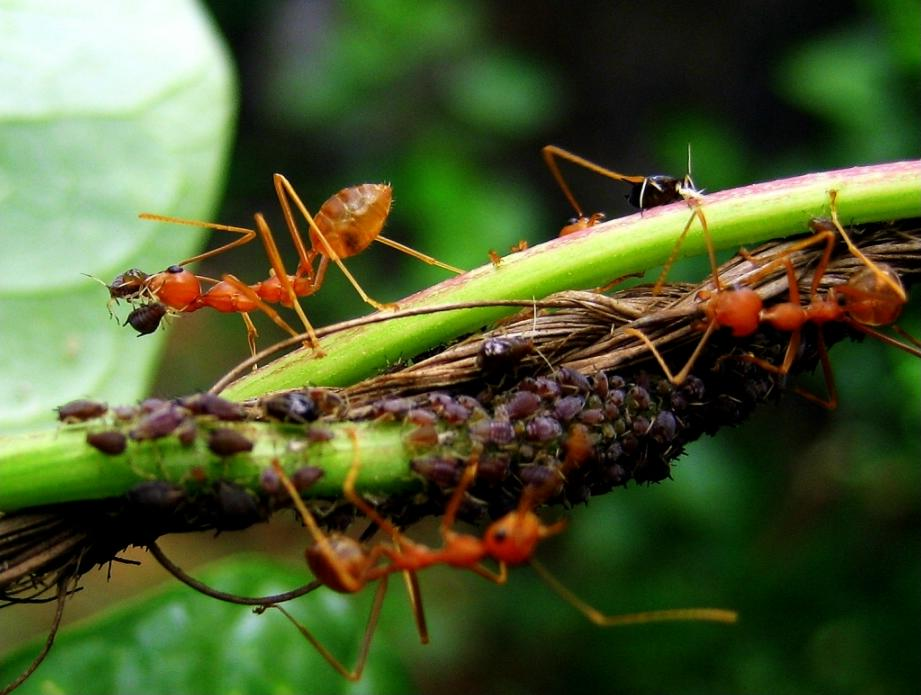
Мурашки-ткачі і попелиці
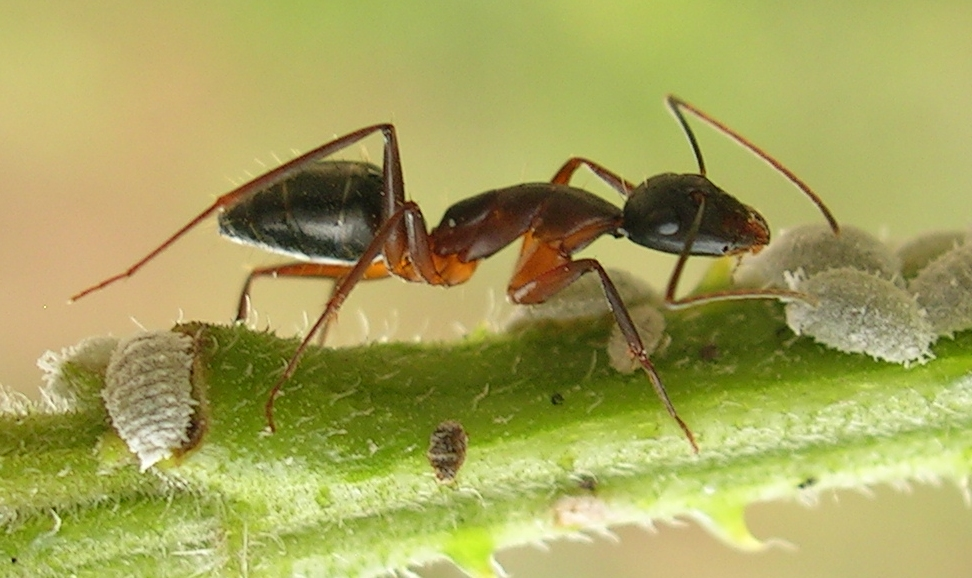
Мурашки і червці
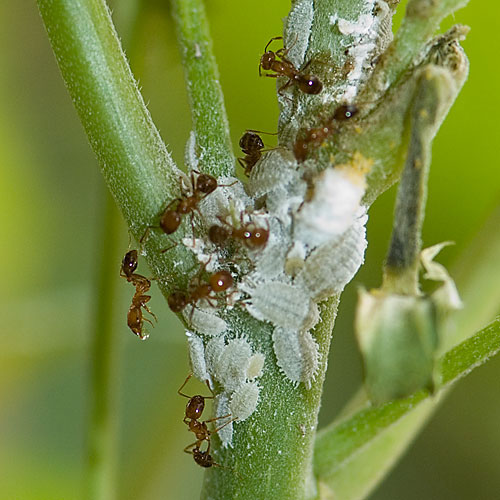
Колонія борошнистих червців (Pseudococcidae) і мурашки
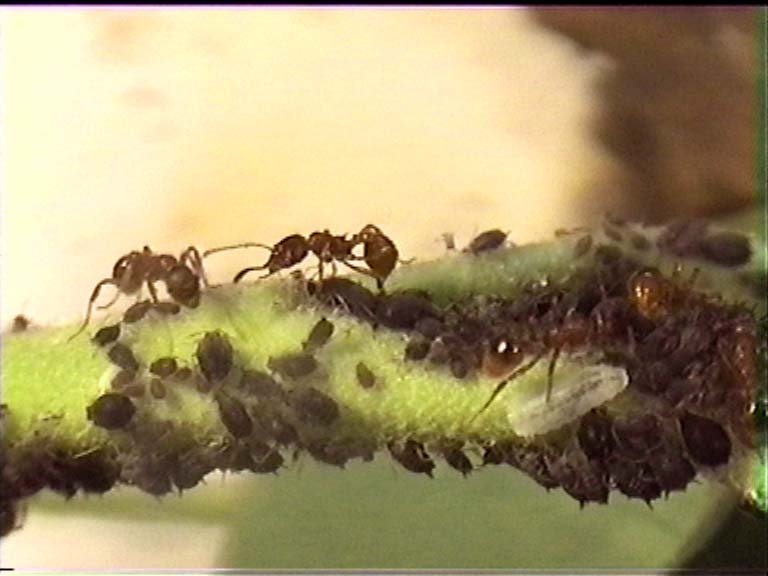
Мурашки Myrmica і попелиці
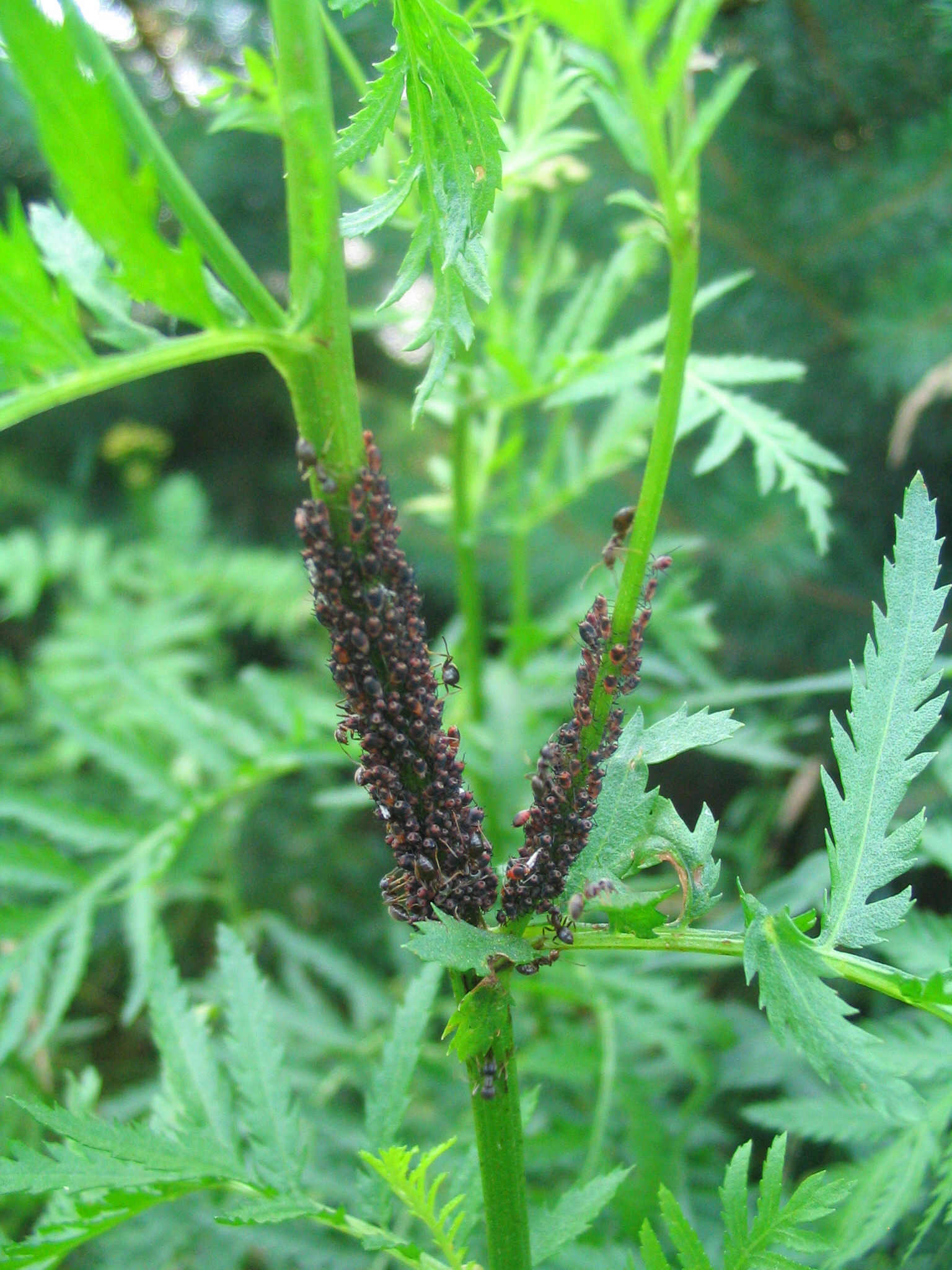
Мурашки Lasius і попелиці
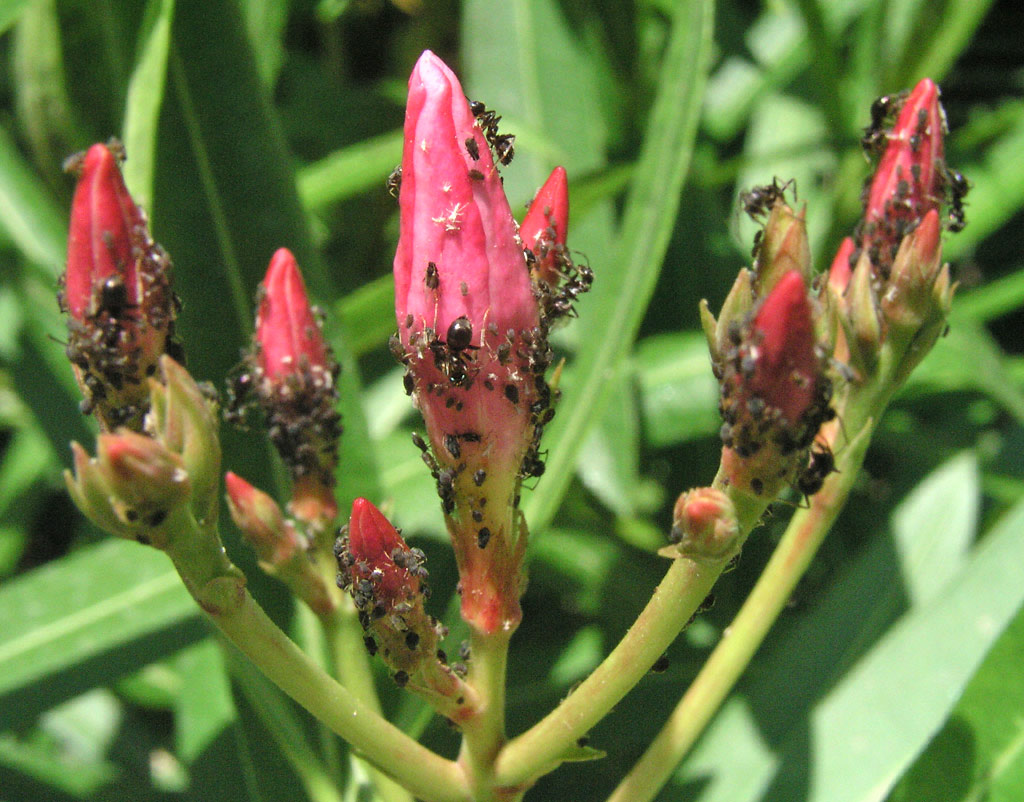
Мурашки і попелиці на олеандрі
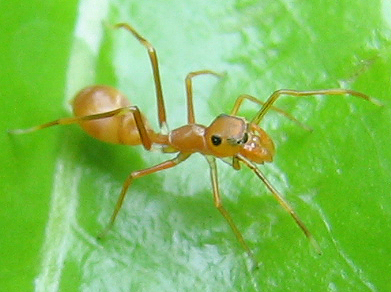
Самиця павука Myrmarachne
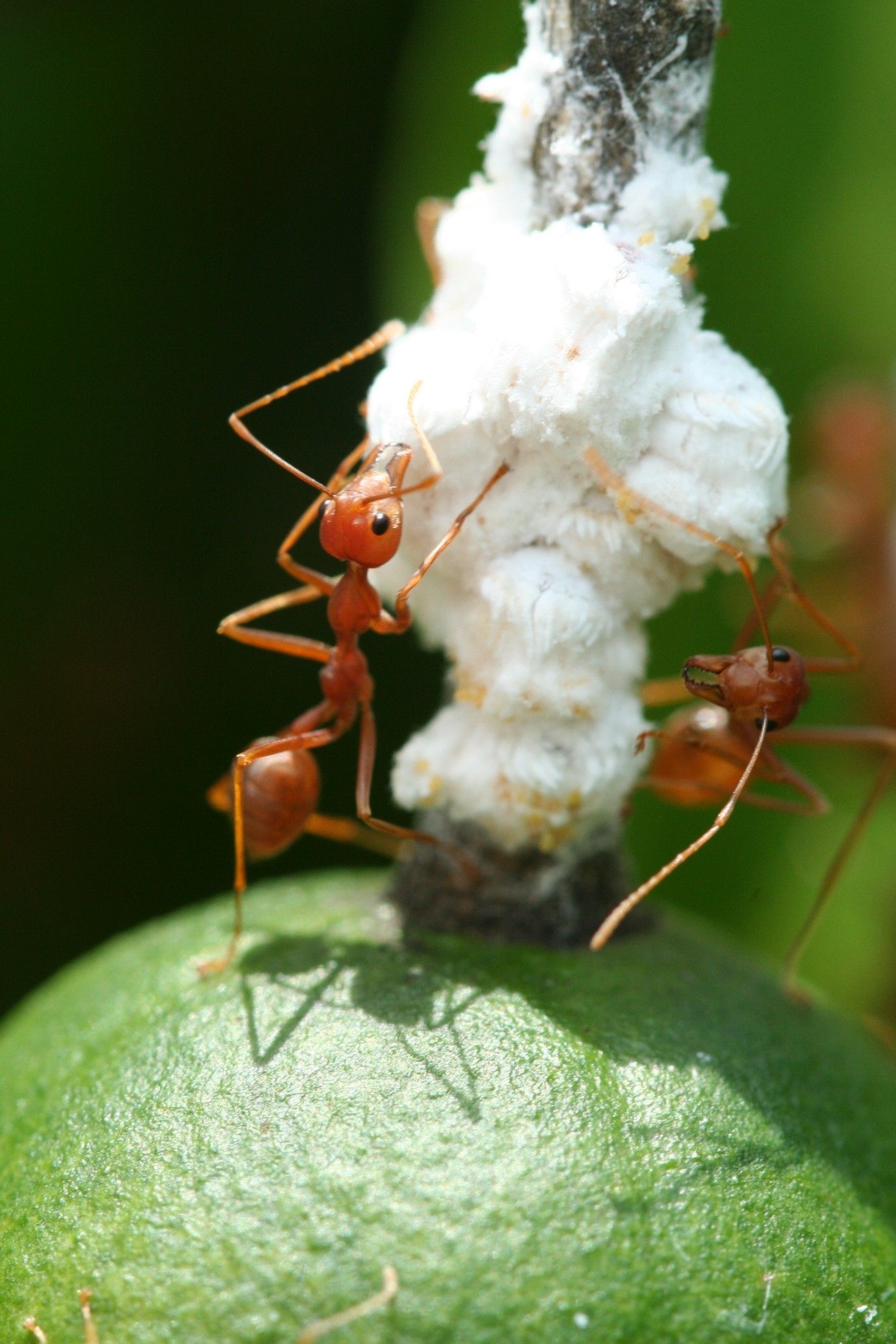
Мурашки-ткачі Oecophylla
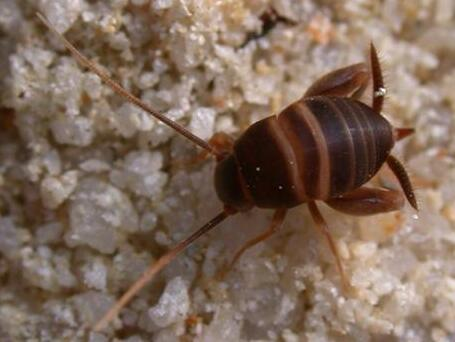
Цвіркун Myrmecophila acervorum
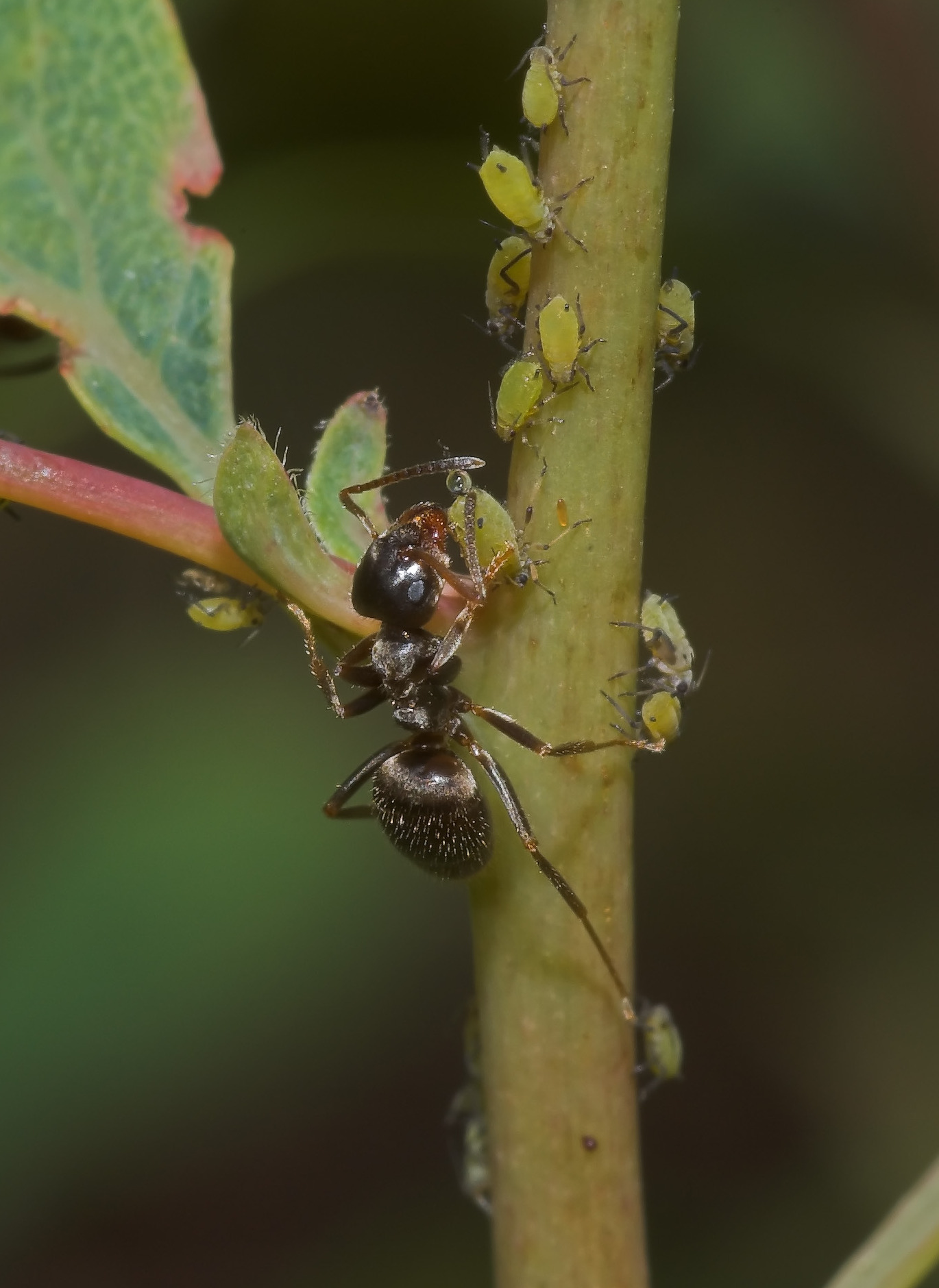
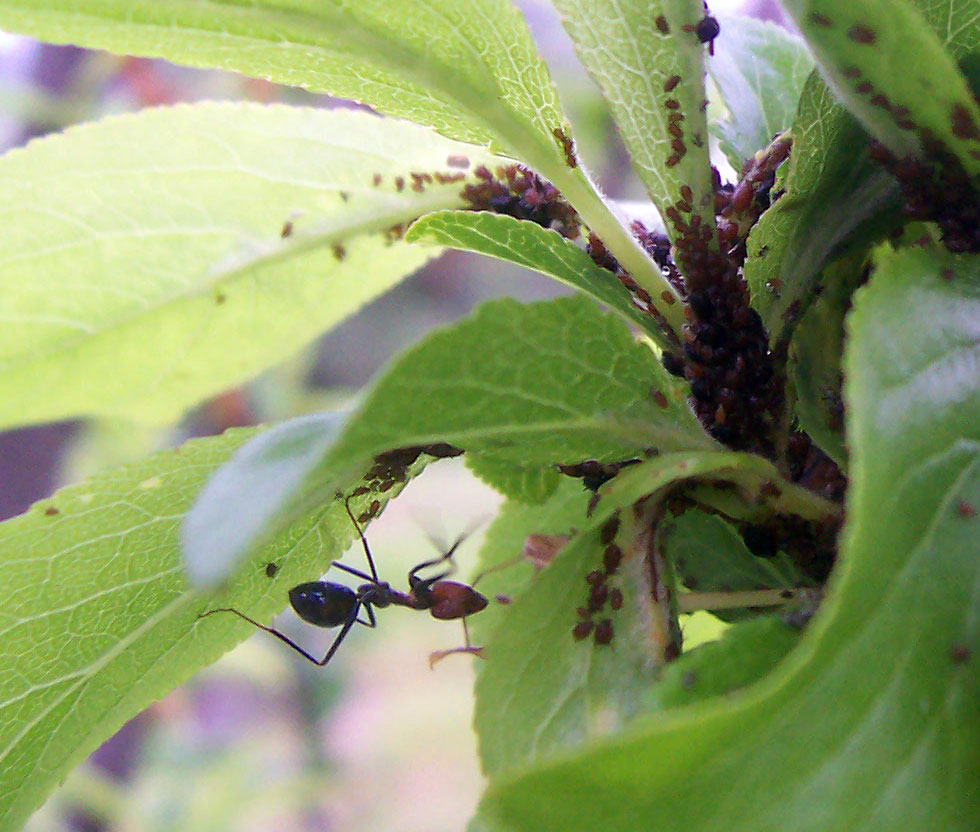
Мурашки і попелиці
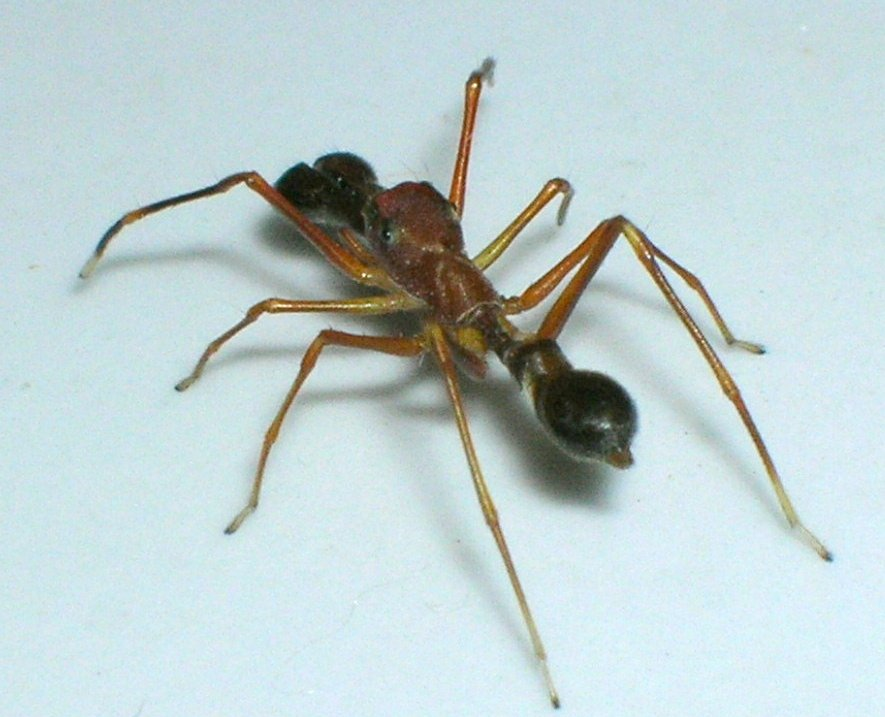
Павук Myrmarachne plataleoides, що мімікрує під мурашку-ткача
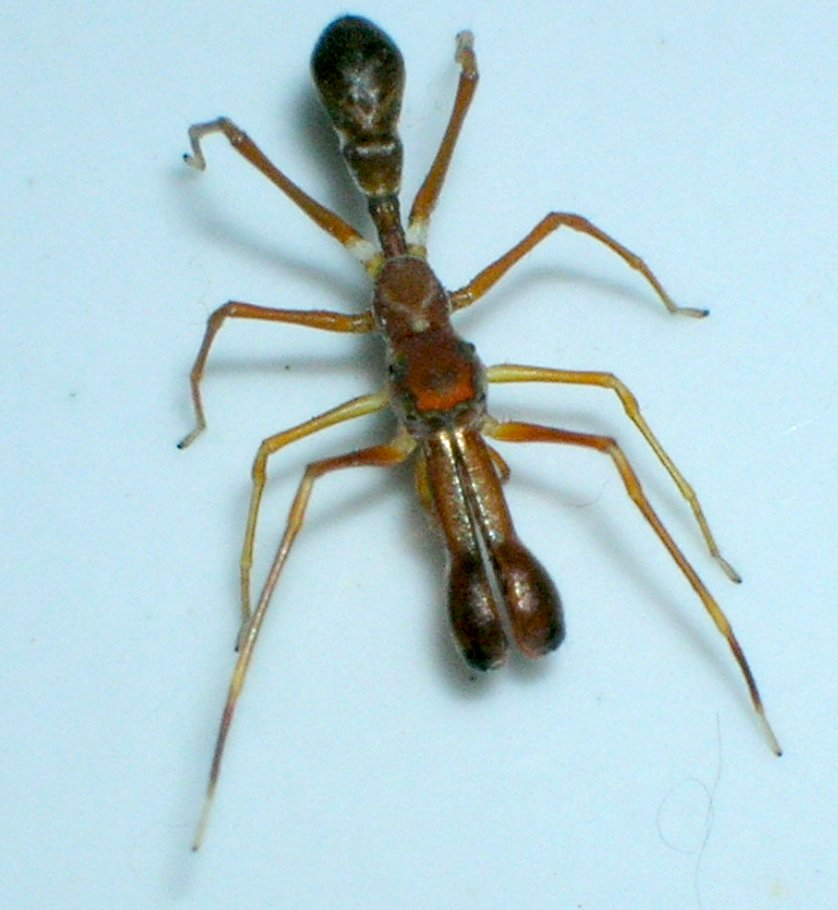
Павук Myrmarachne plataleoides